# Thomas Kohlhase
Thomas Kohlhase (* 10. Juli 1941 in Hagen) ist ein deutscher Musikwissenschaftler und Hochschullehrer an der Eberhard Karls Universität Tübingen. Er beschäftigte sich insbesondere mit der Reihe Erbe deutscher Musik sowie dem Œuvre von Pjotr Iljitsch Tschaikowski.

## Leben und Wirken
Thomas Kohlhase war von 1967 bis 2008 Redakteur der Denkmälerausgabe „Das Erbe deutscher Musik“. Außerdem ist er Herausgeber zahlreicher kritischer Editionen und Autor von Studien mit den Schwerpunkten Gregorianische Semiologie, Johann Sebastian Bach, Die Musik der Dresdner Hofkirche zur Zeit von Johann David Heinichen und Jan Dismas Zelenka. Darüber hinaus ist Kohlhase Spezialist für Russische Musik, insbesondere der Werke von Pjotr Iljitsch Tschaikowski.